# Okhaldhunga
Okhaldhunga est une ville du Népal située dans la zone de Sagarmatha et chef-lieu du district d'Okhaldhunga. Au recensement de 2011, la ville comptait 4 963 habitants.